# Oddział Józefa Konstantego Ramotowskiego
Oddział Józefa Konstantego Ramotowskiego „Wawra” – partia powstańcza okresu powstania styczniowego. Operowała od marca do września 1863 r. na obszarze guberni augustowskiej i grodzieńskiej. Dowódcą oddziału był weteran powstania listopadowego Józef Konstanty Ramotowski ps. „Wawer”.

## Działania zbrojne

### Formowanie oddziału
Józef Konstanty Ramotowski był weteranem powstania listopadowego, brał udział m.in. w bitwie pod Wawrem, po której otrzymał Krzyż Srebrny Orderu Virtuti Militari. Po upadku powstania, podczas którego dosłużył się stopnia podporucznika, wyemigrował do Francji, gdzie służył w tamtejszej armii. Na wieść o możliwości wybuchu kolejnego powstania w 1862 r. opuścił Francję i na Litwie przygotowywał się do czynu zbrojnego.
Konstanty przyjął pseudonim „Wawer” na pamiątkę bitwy z 1831 roku i wstąpił do oddziału Władysława Cichorskiego „Zameczka” walczącego na Podlasiu. Walczył także pod Padlewskim, jednak w połowie marca otrzymał od Rządu Narodowego rozkaz utworzenia nowej partii.
Oddział zaczął organizować w okolicach Komorowa z niedobitków oddziałów „Zameczka” i Padlewskiego. Stopniowo liczebność partii wzrosła do 200 ludzi, podzielonych na dwie kompanie piesze i 10 jazdy. Byli to jednak żołnierze niekarni i słabo uzbrojeni. Z tego powodu Wawer bał się podjąć walki i krążył z oddziałem na pograniczu powiatów ostrołęckiego i łomżyńskiego. Jednak 25 marca dowiedział się, że spod Czyżewa, Sokołów i Ostrołęki wysłano przeciw niemu wojsko, toteż postanowił przenieść się na ziemię augustowską, tym bardziej że otrzymał nominacją na dowódcę sił walczących w południowej części guberni augustowskiej.

### Przemarsz w Augustowskie
Już tego samego dnia oddział wyruszył ku północy, ciągnąc przez Czerwony Bór, Chomontowo, Szczepankowo, aby następnego dnia rano stanąć w Nowogrodzie. Dogoniony tam przez kozaków, chcąc uciec przeszedł na drugi brzeg Narwi w Morgownikach, paląc za sobą most. Niemniej obawiał się forsowania rzeki przez nieprzyjaciela, postanowił więc zmienić kierunek i szybko ruszył ku Osowcowi. Spędził tam noc 27 marca, mając jednak nieprzyjaciela kilka kilometrów za sobą szybko ruszył w dalszą drogę, kierując się na południe, aby 29 stanąć w Korzenistem. Zaopatrzył się tam w żywność, odzież i broń. By zmylić nieprzyjaciela znowu zmienił kierunek marszu. 30 marca rano oddział ruszył na północ, przez Orlikowo, aby wieczorem stanąć w Przytułach. Równocześnie pod wsią pojawił się oddział rosyjski wysłany w pogoń z Łomży. Chcąc uniknąć na razie walki niezwłocznie ruszył Wawer w dalszą drogę. Podjąć bój musiał następnego dnia rano pod Białaszewem. Strzelcy z tylnej straży osłaniając resztę oddziału, pozwolili na odwrót w szyku ku Osowcowi. W tej potyczce poległo dwóch powstańców.
W Osowcu Ramotowski postanowił dostać się na ziemię augustowską przez gubernię grodzieńską i po przeprawie promami przez Biebrzę, noc 31 marca partia spędziła w Downarach. Następnego dnia rano powstańcy ruszyli na wschód, niestety ścigani przez kolejny oddział nieprzyjaciela. Ze Szczuczyna ruszył bowiem pod dowództwem majora Dewela ok. 500-osobowy oddział rosyjski. 2 kwietnia Dewel zasadził się po dwóch stronach drogi, którą maszerował oddział Wawra, pomiędzy Jaświłami a Mikicinem. Po początkowej panice, Ramotowski opanował swoich ludzi i po grząskiej drodze, pod ogniem nieprzyjaciela, zmierzał ku Biebrzy. Kto stracił siły i nie dał rady iść – był mordowany przez kozaków. W końcu jednak oddział dotarł do Suchowoli.
Po przeprawie przez Biebrzę i zrzuceniu 2 kwietnia mostów pod Suchowolą i Sztabinem, oddział Wawra liczący ok. 300 ludzi dotarł do Puszczy Augustowskiej. Pomimo że po drodze do partii dołączali nowi ochotnicy spośród drobnej szlachty, chłopów mazowieckich i Kurpiów, a miejscowa ludność zaopatrywała w żywność oraz informowała o ruchach nieprzyjaciela – wskutek nieustannej pogoni oddział przybył zdekompletowany i wyczerpany, dlatego dowódca postanowił zatrzymać się na dłuższy czas na odpoczynek i odzyskanie sił. Za bazę wybrał śródbagienne grądziki na uroczysku Kozi Rynek w leśnictwie Balinka. W tym czasie oddział zasilali ochotnicy, przede wszystkim z Augustowa i Żarnowa.

### Walki na Augustowszczyźnie
Wawer uaktywnił się w drugiej połowie kwietnia, tocząc szereg potyczek w lasach Puszczy Augustowskiej i w powiecie sejneńskim.
Do opuszczenia kryjówki skłoniły Wawra rozkazy oraz wieści o wyruszeniu wojsk rosyjskich przeciw niemu. 19 kwietnia starł się pod Jastrzębną (zob. Jastrzębna Pierwsza i Druga), pokonując nieprzyjaciela, niemniej już cztery dni później musiał uznać wyższość Rosjan pod Balinką i Czarnym Brodem. W tym okresie oddział liczył ok. 500 powstańców, współpracowały z nim stuosobowe partie kpt. Władysława Brandtla i Wiktora Hłaski. W celu rozbicia powstańców zorganizowana została silna wyprawa oddziałów rosyjskich z Augustowa, Sejn i Suwałk, przy wsparciu żołnierzy z Białegostoku. Polscy powstańcy uciekli z zasadzki Rosjan, by następnie zadać im klęskę pod Kadyszem niedaleko Sopoćkin. Straty rosyjskie oceniono na 120 zabitych.
Miejscowa ludność przez cały okres pobytu na Kozim Rynku wspomagała Wawra żywnością. Legendą obrosło jego umiłowanie do dobrego jadła i napitku, którymi raczył się w wolnym czasie z dobrym towarzystwem. Istnieją opowieści, jakoby kazał wozić za sobą skrzynki francuskiego szampana, ponieważ ten trunek ukochał najbardziej. O jego trybie życia powstała nawet przyśpiewka:
Wawer zawsze wino pije

Wawer zawsze wino pije

I Moskali dobrze bije

I Moskali dobrze bije

A jak Wawer wino wypił

A jak Wawer wino wypił

To Moskali tysiąc wybił

To Moskali tysiąc wybił.

### Gruszki i Kozi Rynek
W czerwcu oddział Wawra liczył ok. 600 powstańców, dołączyły do niego mniejsze partie Szeligowskiego, Hłaski, Brandtla, Kołyszki. Sukcesy powstańców w guberni augustowskiej skłoniły Rosjan do spotęgowania działań. Nowy naczelnik wojenny ks. Emil de Sayn Wittgenstein, dysponujący ok. 5000 zbrojnych, postanowił zlikwidować oddział Wawra. Wittgenstein wysłał przeciwko Ramotowskiemu cztery kolumny wojska, ten zaś postanowił wymknąć się obławie, kierując się na północ. Niewielkie straty oddział odniósł 25 czerwca, kiedy to pobito jego przednią straż pod Berżnikami. Wawer zmienił wtedy kierunek i szybkim marszem ruszył na południe. 28 czerwca napotkał duże siły wroga pod Gruszkami, odnosząc okazałe zwycięstwo.
Uciekając z zamykającego się pierścienia Wawer przeprawił się przez Czarną Hańczę, następnie Kanał Augustowski pod Mikaszówką, by w nocy 27 czerwca stanąć w lesie pod Gruszkami. W tym samym czasie do Mikaszówki przybył oddział rosyjski – Makarewskiego. Na wieść o zbliżającym się nieprzyjacielu zajął Wawer dogodną pozycję do walki nad błotnistą rzeką, oczekując ataku. Rosjanie uderzyli o 2 nad ranem od strony północnej, w sam środek polskich oddziałów. Polscy strzelcy odparli atak, skutkiem czego nieprzyjaciele zaczęli się cofać, co wykorzystali Polacy atakując uciekających w popłochu Rosjan. Rosjanie zdwoili ogień, chcąc rozerwać polskie oddziały. Wtedy kpt. Brandtl uderzył z lewego skrzydła, zmuszając nieprzyjaciela do cofnięcia się, z drugiej zaś strony nacierał major Liczbliński. Atak ten wypchnął kolumny Rosjan pod wieś Gruszki. Wawer, nie chcąc przyjmować walki w zabudowaniach, co mogło narazić jego oddział na straty, bojąc się też odsieczy – postanowił się wycofać. Straty rosyjskie oceniono na ok. 100 zabitych i rannych, powstańcze – 18 zabitych i 25 rannych.
Po walce oddział powstańczy ruszył do obozowiska na Kozim Rynku, aby odpocząć przed wycofaniem się w łomżyńskie. Niestety 29 czerwca na obóz napadły naprowadzone przez szpiegów wojska rosyjskie. Straty osobowe partii Wawra były niewielkie, niemniej jedna trzecia oddziału się rozproszyła, a w ręce wrogów wpadły zapasy, sztandar i dokumenty.

### Ostatnie boje i rozwiązanie oddziału
Po zebraniu niedobitków Wawer ruszył z około 400 powstańcami na ziemię łomżyńską. Po drodze skutecznie odpierał ataki wojsk rosyjskich pod Radziłowem (5 lipca) i podczas przeprawy przez Narew pod Sieburczynem (7 lipca). Następnie udał się na odpoczynek nieopodal Wizny.
W tym okresie w Łomżyńskiem operowały partie Tyszki, Grzymały i Skarżyńskiego, nad którymi Wawer miał objąć dowództwo. Przybyły w te rejony także oddziały z woj. płockiego – Edwarda Chądzyńskiego i Jakuba Jasińskiego. W pobliżu Czerwonego Boru wszystkie te oddziały połączyły się pod komendą Ramotowskiego. Stan liczebny wyniósł ok. 2200 osób. Wojska rosyjskie starały się otoczyć oddział Wawra. Do starcia doszło 14 lipca pod Rząśnikiem. W walce z przeważającymi siłami rosyjskimi Ramotowski poniósł porażkę. Siły powstańcze zostały rozbite i rozproszone. Sam Wawer z pozostałymi ok. 200 ludźmi przeszedł w lasy w okolicy Nowogrodu, gdzie rozpuścił oddział, wyznaczając punkt zborny w Augustowskiem.
Pod koniec lipca w umówionym miejscu Wawer zbierał oddział. Siły te zostały zasilone oddziałami płk. Lenkiewicza i por. Laudańskiego i w sumie liczyły 300–400 osób. Niemniej powstańcy byli źle wyposażeni, pojawiały się braki w zaopatrzeniu, morale było niskie. Starcie 3 września pod Strzelcowizną przyniosło porażkę. Był to ostatni bój Wawra w powstaniu. Załamany i chory wydał rozkaz połączenia się ocalałych powstańców z innymi oddziałami w Augustowie, sam zaś wyjechał za granicę.

## Bitwy i potyczki
Lista bitew i potyczek stoczona przez oddział Ramotowskiego w 1863:
- 31 marca – bitwa pod Białaszewem
- 2 kwietnia – Jaświły-Mikicin
- 19 kwietnia – bitwa pod Jastrzębną
- 23 kwietnia – Balinka
- 21 maja – bitwa pod Kadyszem
- 25 czerwca – Berżniki
- 28 czerwca – bitwa pod Gruszkami
- 29 czerwca – bitwa na Kozim Rynku
- 5 lipca – Radziłów
- 7 lipca – Sieburczyn
- 14 lipca - Rząśnik
- 3 września – bitwa pod Strzelcowizną